# Fábik József
Fábik József (1916–1980) Kossuth-díjas kőműves, a mohácsi Magyar Gyárépítő Nemzeti Vállalat, illetve a Dunai Vasmű munkatársa, majd az Április 4. Magasépítő és Szerelőipari Ktsz. elnöke; sztahanovista.
1948-ban a 48-as Díszéremmel díjazták. 1950-ben – munkatársával, Pozsonyi Zoltánnal megosztva – megkapta a Kossuth-díj arany fokozatát, az indoklás szerint „brigádja 1158 százalékos teljesítményt ért el”. 1966-ban a Munka Érdemrend ezüst fokozatával, 1970-ben a Felszabadulási Jubileumi Emlékéremmel jutalmazták.
Részt vett a sztahanovista mozgalomban. 1948 és 1953 között a Szabad Nép című napilap munkaversennyel kapcsolatos cikkeiben 10 alkalommal szerepelt.
1950 decemberében felszólalt a Magyar–Szovjet Társaság I. Országos Kongresszusán.